# Ochotniki (Litwa)
Ochotniki (lit. Akuotninkai) − wieś na Litwie, w rejonie wileńskim, 6 km na północny zachód od Bujwidzów, zamieszkana przez 46 ludzi. Przed II wojną światową w Polsce, w powiecie wileńsko-trockim województwa wileńskiego.